# Fonda, New York
Fonda är en ort (village) i kommunen Mohawk i Montgomery County i delstaten New York. Vid 2010 års folkräkning hade Fonda 795 invånare. Fonda är administrativ huvudort i Montgomery County.